# Substância iônica
Substâncias iônicas são substâncias químicas que possuem entre seus átomos pelo menos uma ligação iônica. Essa ligação ocorre quando dois átomos com diferença elevada de eletronegatividade estabelecem uma relação entre eles, em que o que possui maior eletronegatividade traz para si o elétron do átomo menos eletronegativo. Assim, a ligação iônica se caracteriza pela doação de elétrons, diferentemente da interação molecular, em que há apenas um compartilhamento de elétrons. Geralmente, as ligações iônicas são feitas entre átomos dos metais com os não-metais, pois possuem grande diferença de eletronegatividade (os não-metais tendem a "roubar" os elétrons dos metais). 

## Exemplo

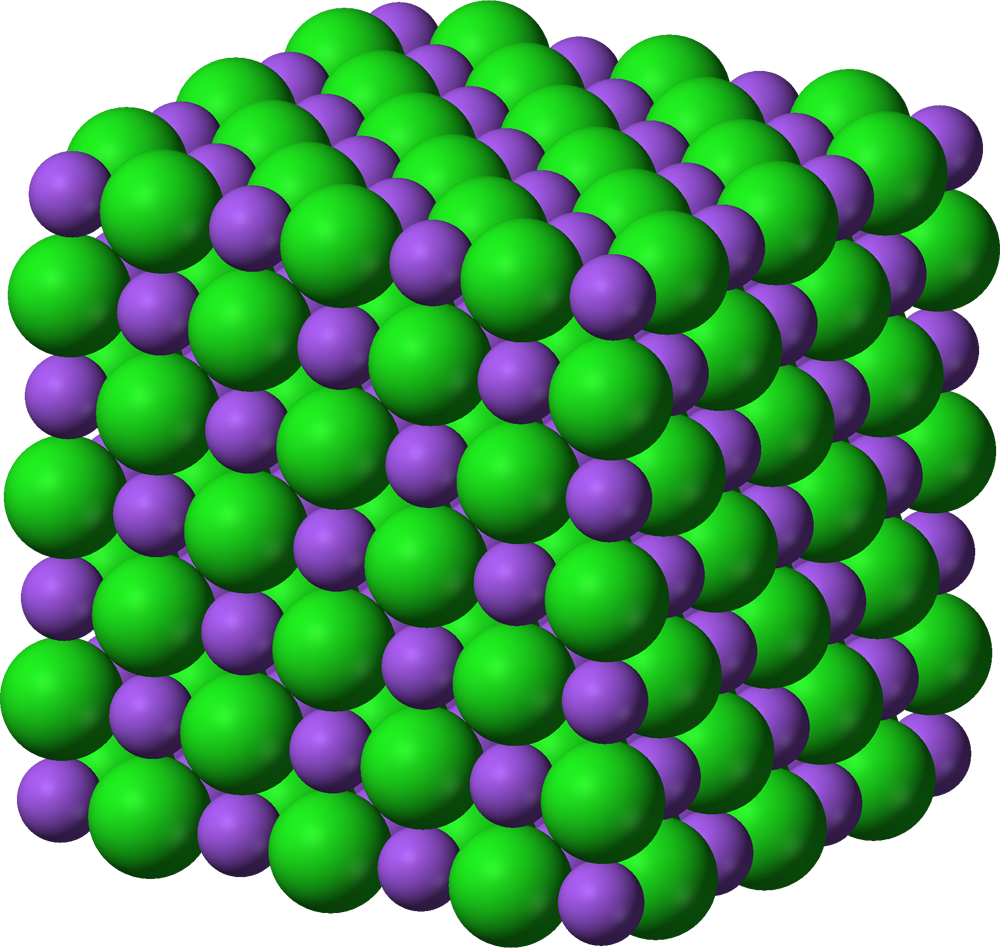
Rede cristalina do cloreto de sódio.

O cloreto de sódio (NaCl) é um exemplo de substância iônica, formada de inúmeros aglomerados iônicos. O elemento que tem maior eletronegatividade (Cl) remove os elétrons do elemento com menor eletronegatividade (Na), formando  o ânion (Cl-) e cátion (Na+), respectivamente. Assim, ambos os elementos completam seu octeto.

## Propriedades
As substâncias iônicas têm as seguintes propriedades:
- À temperatura ambiente (25° C) são sólidos cristalinos, duros e quebradiços.
- Altos pontos de fusão.
- No estado sólido, não conduzem corrente elétrica, mas na fase fase líquida conduzem.
- Muitos compostos iônicos se dissolvem em solventes muito polares (como água) e, quando o fazem, a solução conduz eletricidade.